# Evo Morales
Pour les articles homonymes, voir Morales.
Juan Evo Morales Ayma, dit Evo Morales [ˈeβo moˈɾales], né le 26 octobre 1959 dans l'Altiplano, est un homme d'État et dirigeant syndical bolivien. Il est président de la république de Bolivie puis de l'État plurinational de Bolivie du 22 janvier 2006 au 10 novembre 2019.
Paysan cocalero (producteur de coca) issu d'une famille aymara d'Orinoca, une ville de mineurs du département d'Oruro, il dirige l’un des principaux syndicats de coca et prend part à des luttes syndicales à partir des années 1980. Son arrestation en 1994 et sa grève de la faim le font connaître dans le pays.
Il fonde et prend la tête du Mouvement vers le socialisme (MAS) en 1997 et se présente à l'élection présidentielle de 2002, où il arrive en deuxième position avec 21 % des voix. Il compte l’année suivante parmi les meneurs des manifestations paysannes pendant la guerre du gaz, ce qui conduit à la démission du président Gonzalo Sánchez de Lozada. Evo Morales remporte ensuite l'élection présidentielle de 2005 avec 53,7 % des suffrages. Il est réélu en 2009, avec 64,1 % des voix, tandis que son parti obtient la majorité absolue dans les deux Chambres, puis en 2014 avec 61,4 %.
Bien qu'il ne soit pas le premier chef d'État d'ascendance amérindienne du pays, il est le premier à s'affirmer en tant que tel et à déclarer écouter les revendications culturelles et sociales des populations indigènes. Les politiques qu'il met en œuvre se concrétisent par une réduction significative de la pauvreté, de l’analphabétisme et des inégalités. Les critiques lui reprochent de ne pas suffisamment traduire dans la pratique ses projets sur la préservation de l'environnement et de trop souvent soutenir les revendications des indigènes et des classes populaires au risque de porter atteinte à la cohésion de la société bolivienne. Sur le plan international, il est proche du président vénézuélien Hugo Chávez, avec qui il partage certains éléments de sa vision socialiste de l'Amérique latine.
En 2016, il perd un référendum constitutionnel devant lui permettre de briguer un quatrième mandat présidentiel, mais une décision controversée du Tribunal constitutionnel plurinational, passant outre ce référendum, l'y autorise. Candidat à l’élection présidentielle de 2019, il est réélu avec 47,1 %, mais se résout à la tenue d’un nouveau scrutin après des manifestations de masse — organisées par l'opposition qui conteste les résultats — émaillées de violences et après que l'Organisation des États américains (OEA) a fait état d'irrégularités ; deux mois avant la fin de son troisième mandat, il annonce finalement sa démission depuis son fief de Chimoré, où il s'est replié après sa fuite de la capitale à la suite de la défection de l'armée et de la police. Des études du MIT et du New York Times révèlent par la suite que les conclusions d’irrégularités de l’OEA sont fausses.
Evo Morales part alors en exil au Mexique, puis en Argentine. Depuis ce pays, après l'invalidation de sa candidature comme sénateur, il gère la campagne de son parti pour les élections générales boliviennes de 2020, qui sont remportées par le MAS et voient notamment l’élection à la présidence de l’État de son ancien ministre de l'Économie : Luis Arce. Au lendemain de l'investiture de ce dernier, Morales retourne en Bolivie et s'installe à Chimoré.
Des tensions entre les partisans d'Evo Morales et de Luis Arce conduisent à une crise interne au MAS. Démis de ses fonctions au sein de son parti et visé par un mandat d'arrêt pour « traite d’être humain à l’égard d’une mineure », sa candidature à l'élection présidentielle de 2025, inconstitutionnelle du fait d'une nouvelle jurisprudence du Tribunal constitutionnel plurinational, est rejetée par le Tribunal suprême électoral, au motif que les différents partis au nom desquels il a tenté de se présenter, n'ont pas ou ont perdu leur enregistrement.

## Origines et jeunesse
Issu d'une famille modeste de paysans amérindiens, il doit rapidement mettre un terme à sa scolarité pour gagner sa vie. Il exerce alors des emplois aussi divers que peintre en bâtiment, maçon, boulanger ou bien encore trompettiste, avant d'effectuer son service militaire obligatoire. Il prend finalement le chemin du Chapare, la zone de colonisation des migrants andins dans les basses-terres du département de Cochabamba.
Sa langue maternelle est l'aymara, il a ensuite appris le quechua au contact des populations migrantes établies comme lui dans le Chapare, mais il ne maîtrise pas suffisamment bien cette langue pour pouvoir tenir un discours. Il a aussi parfois un espagnol hésitant, ce qui s'explique par l'interruption de sa scolarité, ayant dû très jeune subvenir aux besoins de sa famille,. Quatre de ses six frères sont morts avant l'âge de deux ans, emportés par la maladie à cause de l’absence de médicaments et d’hôpitaux dans les régions rurales.

## Premiers engagements
À l'âge de 19 ans, il quitte son Altiplano natal, où les mines ferment tour à tour, pour gagner les plaines de la province du Chapare. Avec sa famille, il cultive d’abord du riz, puis des bananes, et enfin de la coca, plante dont la Bolivie est alors le premier producteur au monde.
Face aux injustices dont lui semblent être victimes les habitants locaux, dont les revenus principaux sont générés par la production de coca, il décide de s'engager dans le combat politique et la lutte syndicale. En 1988, le gouvernement décide sous la pression internationale de détruire les récoltes et de les remplacer par d'autres cultures. La politique d'éradication de la coca (en), financée pour une grande part par la Drug Enforcement Administration (DEA) provoquera sa rancœur vis-à-vis des États-Unis. Elle nuirait selon lui aux petits exploitants sous couvert de lutte contre les narcotrafiquants.

### Émergence politique descocaleros
Apparue pour la première fois lors d'un congrès extraordinaire de la Confédération syndicale unique des travailleurs paysans de Bolivie (CSTUCB) en 1988, la thèse dite de « l'instrument politique » défend la création d'un parti politique qui permettrait la participation des syndicats paysans au jeu électoral. À partir de 1991, elle devient l'une des revendications portée par les représentants des cocaleros, et, en 1994, elle est majoritaire au sein de la CSTUCB. Toujours en 1994, alors qu'il est l'un des dirigeants du mouvement syndical paysan, Morales est frappé par des policiers puis, accusé d’être « une menace pour la sécurité nationale », est incarcéré. pendant quelques jours. Sa grève de la faim le fait connaître dans tout le pays.
Pendant l'ensemble de la décennie 1990, les nombreuses divisions persistant au sein des syndicats de planteurs de coca poussent cependant certains cocaleros à opter pour des stratégies d'alliance avec des partis politiques existants tandis que les fractions les plus radicales du mouvement paysan, comme certains kataristes, refusent tout bonnement le jeu électoral classique. Partagés entre la Gauche unie (Izquierda Unida) et le Mouvement de la gauche révolutionnaire (MIR) de Jaime Paz Zamora, les syndicats paysans rejoignent aussi progressivement les groupes indigènes émergents tandis que se consolide un nationalisme cimenté par l'opposition à une politique anti-coca vécue comme une ingérence américaine.
L'axe Pachakuti constitue en 1993 une première tentative de candidature autonome, qui obtiendra un élu (Félix Cárdenas Aguilar) à la Chambre des députés. En 1995, une grande partie du mouvement social se fédère autour de l'Assemblée pour la souveraineté des peuples (ASP). Elle fait campagne lors des élections législatives de 1997 avec la Gauche unie qui obtient quatre sièges, dont un remporté par Evo Morales.

### Élection comme député
Au cours de la décennie, Morales devient ainsi l'une des figures reconnues du mouvement des cocaleros. Élu en 1996 à la tête des six fédérations de syndicats paysans de la région du Chapare, son implantation locale se concrétise en 1997 par une confortable élection au Parlement bolivien (plus de 70 % des voix).
Sa notoriété grandissante lui permet de doter le mouvement social paysan de son « instrument politique » avec la création en 1998 de l'« Instrument politique pour la souveraineté des peuples » (IPSP). La difficulté administrative de fonder un parti le pousse, à l'occasion des élections municipales de 1999, à rejoindre le MAS qui bénéficie déjà d'une personnalité juridique. Autour de ce petit parti ouvrier à la faible audience va progressivement se fédérer une grande partie du mouvement social bolivien.

### Expulsion du Parlement
Morales siège au Parlement sous les présidences de l'ex-dictateur Hugo Banzer et de Jorge Quiroga, alors que la campagne d'éradication de la coca s'intensifie avec le Plan Dignidad, lancé en 1998, qui affecte particulièrement le Chapare. Le député Morales dénonce une « militarisation » du conflit, et affirme en retour le droit des paysans à résister militairement aux troupes boliviennes qui tireraient sur les manifestants.
En janvier 2002, des affrontements opposent durant quatre jours des cocaleros aux forces de sécurité dans la région de Cochabamba, faisant neuf victimes (cinq paysans, trois militaires et un policier). En raison du soutien de Morales aux revendications des cocaleros, la commission d'éthique du parlement le destitue peu après de son mandat législatif. En mai 2002, il dépose un recours devant le Tribunal constitutionnel pour violation de ses droits : selon lui, la présomption d'innocence, son droit à la défense et son immunité parlementaire auraient été injustement ignorés.

### Chef de l'opposition
En 2002, il se présente à l'élection présidentielle et obtient plus de 20 % des voix, ne comptabilisant au premier tour que deux points de retard sur le candidat élu (le libéral Sánchez de Lozada). Il s'impose alors comme une personnalité capable de fédérer l'opposition sociale et politique bolivienne au gouvernement néolibéral de Gonzalo Sánchez de Lozada (alias « Goni »). La droite tente alors d'empêcher l'entrée de députés autochtones (élus) du MAS au Parlement.
Les conflits sociaux s'exacerbent en 2003 concernant un projet d'exportation du gaz naturel (la Bolivie détenant les deuxièmes plus grandes réserves de gaz d'Amérique après le Venezuela) sans industrialisation préalable vers le Chili et, in fine, la Californie. La « guerre du gaz », dans laquelle Morales ainsi que Felipe Quispe sont particulièrement actifs, se solde par plus de 80 morts en octobre 2003, le président « Goni » ayant ordonné à l'armée de tirer par hélicoptères sur El Alto, la banlieue de La Paz. Les conséquences politiques de ce massacre l'obligent cependant à démissionner.
Le conflit du gaz persiste toutefois sous son successeur, Carlos Mesa, qui démissionne en 2005 pour des raisons également liées à l'industrialisation du pays. C'est aussi l'époque où le MAS devient la première force politique du pays : en 2004, les municipales attribuent au parti quelque 18 % des suffrages.

## Élection présidentielle de 2005
Evo Morales est candidat à l'élection présidentielle bolivienne du 18 décembre 2005. Plusieurs sondages le donnent vainqueur dès le premier tour. Le 19 décembre, il obtient 53,7 % des voix et devient le premier Aymara à accéder à la plus haute fonction de l'État. Il a pu compter sur le soutien d'Álvaro García Linera, sociologue qui a théorisé le mouvement social bolivien, et qui occupe maintenant le poste de vice-président. Symboliquement intronisé le 21 janvier 2006 par les représentants indigènes sur les ruines pré-incas de Tiwanaku, il prête serment, le lendemain, devant le Congrès en présence d'une dizaine de chefs d'État d'Amérique latine et d'Europe.

## Président de la Bolivie

### Premier mandat
Le 23 janvier, Evo Morales nomme un gouvernement composé de seize ministres issus du MAS et des mouvements indigènes, paysans et syndicaux. Pour la première fois, une femme, Alicia Munoz Ale, obtient le ministère de l'Intérieur. Lors du discours qu'il prononce en cette occasion, Morales réaffirme sa volonté de « changer le modèle néolibéral » et de combattre la corruption, exigeant des membres de son gouvernement un « niveau zéro de corruption et de bureaucratie ».
Ses premières annonces concernent :
- la production de coca : il affirme sa volonté de lutter contre le trafic de drogue et que l'une des lignes de son futur gouvernement sera : « zéro cocaïne, zéro trafic de drogue ». Mais il précise : « il ne peut y avoir, sous prétexte de lutte contre la drogue, zéro coca ou zéro cocaleros (le nom des cultivateurs de coca), il faut changer ces politiques ». Il désire, dans cette optique, voir dépénalisée au niveau international la culture de la coca. La mastication de la feuille de coca est une tradition millénaire[17] en Bolivie, et l'effet, bien que procurant une stimulation, n'a que fort peu à voir avec celui de la cocaïne[18]. Les opposants de Morales l'accusent d'utiliser le prétexte de la défense d'une culture traditionnelle pour couvrir le trafic de drogue[19] ;
- la présence militaire étrangère : concernant les États-Unis, il estime que sous couvert de lutte contre la culture de la coca, les États-Unis installent des bases militaires. Il estime qu'actuellement « dans le cadre de politiques de lutte contre le trafic de drogue, les forces armées et la police sont subordonnées à des forces étrangères armées et en uniforme ». S'y opposant, il ajoute : « nous mènerons la lutte contre le trafic de drogue, mais sans aucune intervention policière ni militaire d'un pays étranger » ;
- la gestion des ressources naturelles : il ne compte pas chasser les multinationales du pétrole de son pays, mais nationaliser les entreprises exploitant les ressources naturelles, notamment l'industrie gazière et éventuellement pétrolière.

Une assemblée constituante est élue en 2006 afin de réformer la Constitution du pays. Finalement, son gouvernement met l'accent sur l'alphabétisation, la pauvreté (augmentation du salaire minimum de 13 % lors de la seule année 2006, la distribution de bons scolaires aux foyers pauvres, la loi de redistribution des terres) et la mortalité infantile, se souciant ainsi des classes misérables, en majorité indigènes, et largement délaissées auparavant. Il décide également de réduire de moitié son salaire de président et celui des hauts-fonctionnaires.
En février 2007, il renvoie son ministre de l'Éducation, Félix Patzi, qui soutenait une réforme de l'éducation mettant l'accent sur les langues indigènes au détriment de l'espagnol, prenant ainsi ses distances avec l'indigénisme radical.
En septembre 2008, dans la région de Santa Cruz, des groupes paramilitaires abattent une trentaine de paysans et s'emparent de l’aéroport de la capitale provinciale, ainsi que des champs pétroliers. La facilité avec laquelle ces groupes neutralisent les forces de sécurité locale semble suggérer une complicité de certains responsables policiers, tandis que le Comité civique pro-Santa Cruz appelle à la mobilisation contre le gouvernement bolivien. Après plusieurs semaines de vives tensions, le mouvement séparatiste donne des signes d’apaisement.

### Réélection en 2009
Le 6 décembre 2009, Evo Morales est réélu en obtenant 64 % des voix, contre 27 % à son principal adversaire, le conservateur Manfred Reyes,,. Le MAS obtient en même temps la majorité absolue au Parlement bolivien. Peu de temps après, Manfred Reyes, mis en examen pour corruption, s'enfuit pour les États-Unis, tandis que l'ex-gouverneur de La Paz, José Luis Paredes, s'exile en Argentine pour des raisons similaires. L'industriel Branko Marinkovic, ancien président du Comité civique pro-Santa Cruz qui avait aussi appelé au soulèvement contre Morales, prend également la fuite (il est soupçonné d'être lié au complot du boliviano-hongrois Eduardo Rózsa-Flores, démantelé en avril 2009, et qui visait à assassiner Morales).

### Deuxième mandat
Dans la foulée de son élection, fin décembre 2009 à Copenhague, lors du sommet sur le réchauffement climatique, Evo Morales propose un référendum mondial sur le principe d'un tribunal international climatique et de la défense des droits de la Terre mère. En avril 2010, il reprend ces thèmes lors de la Conférence mondiale des peuples contre le changement climatique que son gouvernement a organisée à Cochabamba.
Le 2 juillet 2013, l'avion d'Evo Morales est contraint d'atterrir à Vienne après une demande d’atterrissage en urgence car le Portugal, puis l'Espagne, la France (juste avant le passage de la frontière) et l'Italie lui interdisent le survol de leur territoire. Il est retenu à l'aéroport de Vienne durant plus de 13 heures au prétexte qu'il transporte peut-être Edward Snowden. Lors de son retour en Bolivie dans la nuit du 3 juillet 2013, le président Morales exprime son indignation et sa colère sur la façon dont il a été traité, au mépris selon lui du droit international. L'Argentine, le Venezuela, l’Équateur, le Nicaragua, le Surinam, l'Uruguay et Cuba font part de leur soutien à Evo Morales, qui demande « des explications claires et franches » aux pays concernés. Les ambassadeurs de trois pays (Italie, France, Espagne) ainsi que le consul du Portugal sont officiellement convoqués à La Paz. En août 2013, dans les colonnes du Monde diplomatique, Evo Morales publie l'article « Moi, président de la Bolivie, séquestré en Europe », où il dénonce sa séquestration, ce qu'il considère comme un acte de terrorisme d'État. Le ministre français des Affaires étrangères appelle son homologue bolivien pour s'excuser.

### Réélection en 2014
Il est réélu président au premier tour de l’élection présidentielle le 12 octobre 2014. Il considère que ce vote était « un débat entre deux modèles : les nationalisations et les privatisations » et que « les nationalistes l'ont emporté par plus de 60 % ». Cette confortable victoire s'expliquerait par de bons résultats obtenus en matière de politique économique et par les succès rencontrés par les programmes sociaux élaborés par son gouvernement, qui ont permis une réduction de l’extrême pauvreté d'un taux de 38 % en 2006 à 19 % en 2014 selon les chiffres des Nations unies . Evo Morales s'engage alors à éliminer l’extrême pauvreté avant 2025.

### Troisième mandat

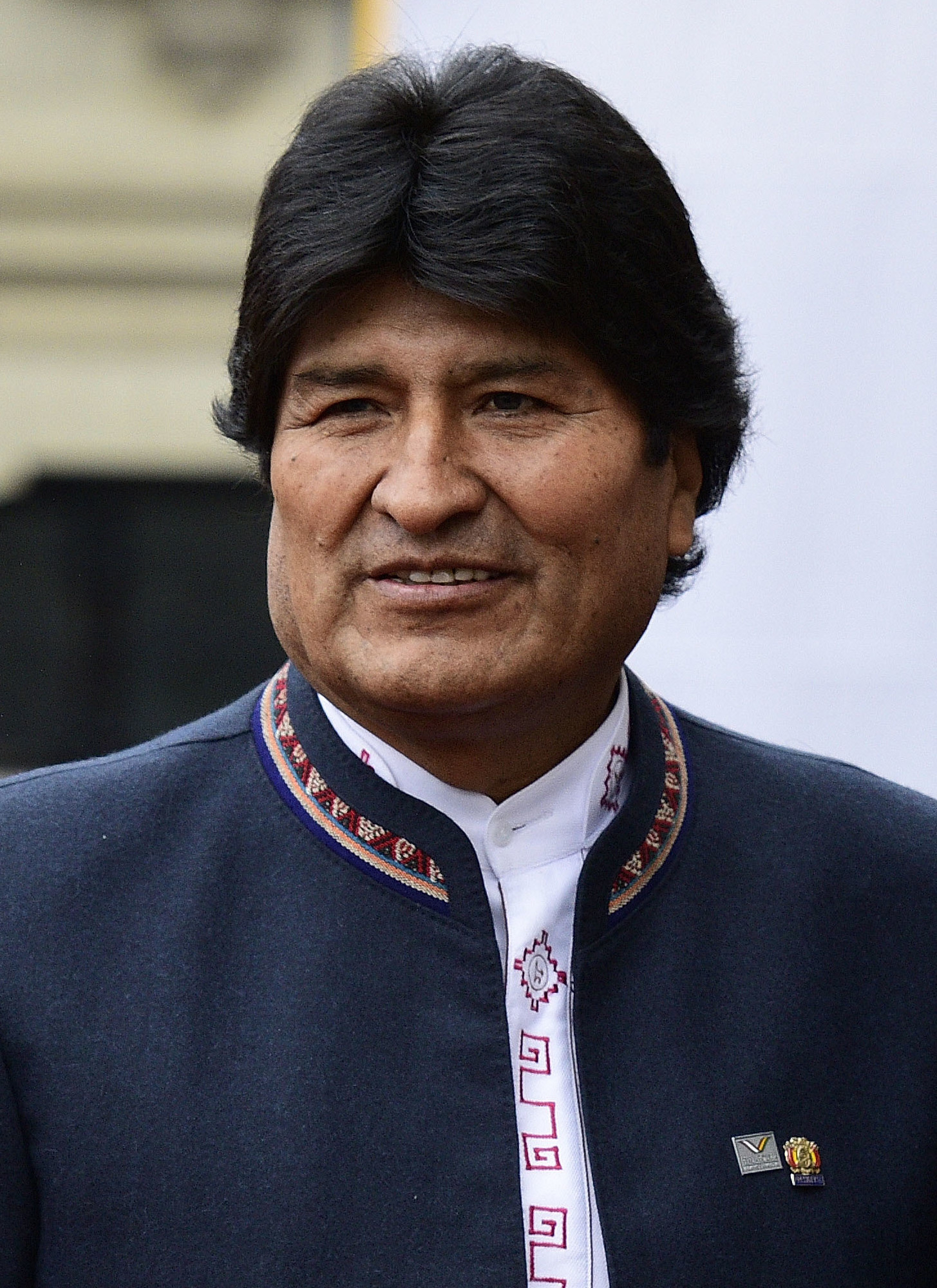
Evo Morales en 2017.

Evo Morales promeut notamment le « buen vivir », symbole de développement alternatif, mariant équilibre écologique et équité sociale.
En 2018, il inaugure un nouveau palais présidentiel, la Casa Grande del Pueblo, l'ancien Palacio Quemado étant reconverti en musée. Ce nouveau bâtiment, une tour de 29 000 m2 regroupant les services de la présidence, de la vice-présidence et des ministères, comprend également pour le chef de l'État un luxueux appartement de 1 000 m2, avec ascenseur privé, jacuzzi, sauna, salle de gym et salon de massage, ce qui provoque des critiques de l'opposition. L'autorisation de construction a également provoqué une polémique, les constructions hautes étant normalement interdites dans le centre-ville de La Paz.

#### Référendum perdu de 2016
Le souhait d'Evo Morales de briguer un quatrième mandat est évoqué, mais la Constitution le lui interdit. Pour supprimer cet obstacle, qu'il a pourtant instauré en 2009, Evo Morales convoque un référendum constitutionnel.
Au cours de la campagne, des accusations de corruption sont lancées à son encontre. Evo Morales aurait usé de son influence en faveur de Gabriela Zapata, qui a été sa compagne dix ans auparavant, pour permettre à l'entreprise dont elle compte parmi les dirigeants de signer des contrats avec le gouvernement pour des centaines de millions de dollars. Des enquêtes judiciaires sont alors ouvertes. La polémique prend de l'ampleur lorsque Gabriela Zapata accuse le président d'avoir eu avec elle un fils qu'il aurait refusé de reconnaître. Au sujet des affaires judiciaires le concernant, Evo Morales est finalement innocenté des accusations de corruption par le rapport d’enquête, après le déroulement du scrutin, tandis qu'une comparaison d'ADN constate l'absence de lien de parenté entre le président et l'enfant présenté comme étant son fils.
Le 22 février 2016, le « non » l'emporte avec 51,3 % des suffrages, ce qui constitue la première défaite électorale d'Evo Morales,. Pour Evo Morales, cette défaite électorale serait essentiellement due aux accusations calomnieuses lancées contre lui, qui n'ont été démontées qu'après le scrutin.

#### Décision du Tribunal constitutionnel

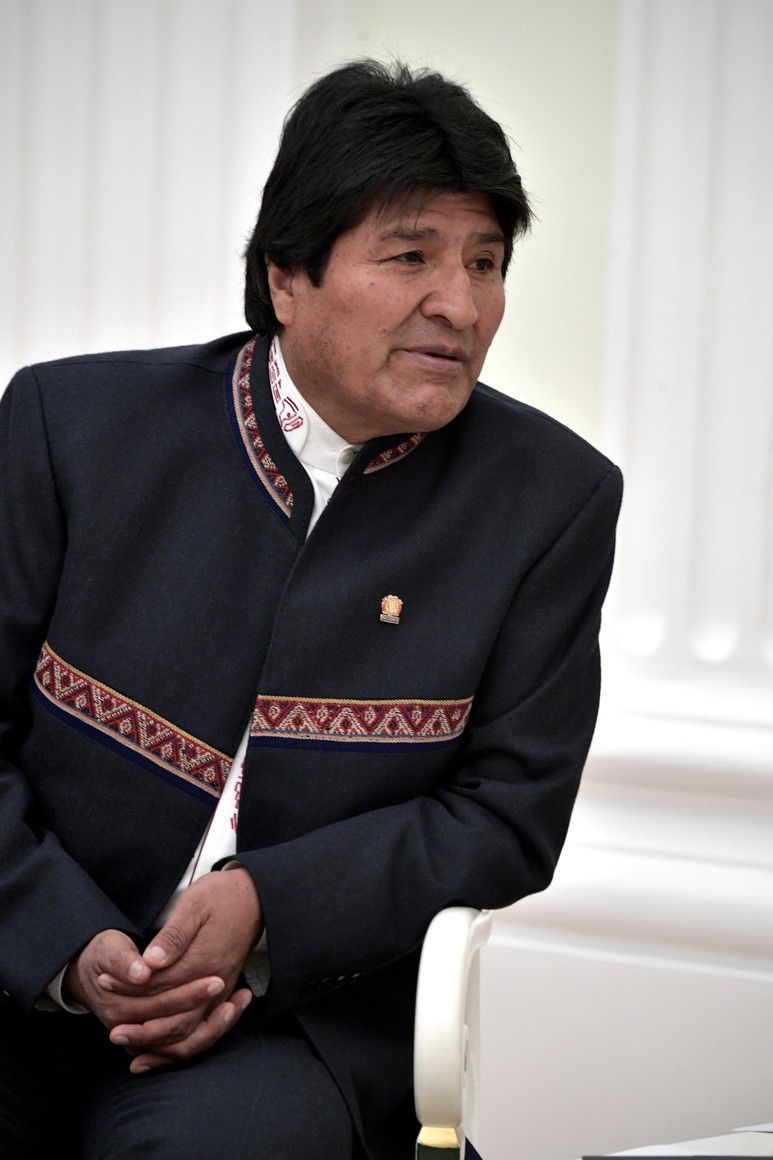
Evo Morales en juin 2018.

Néanmoins, le Mouvement vers le socialisme cherche des solutions pour contourner ce refus populaire d'une nouvelle candidature de son dirigeant. Les partisans du gouvernement désignent le 21 février (date du référendum) comme le « jour du mensonge ». Une enquête effectuée par Market Opinion Research International (Ipsos MORI) indique que 53 % de ses sondés auraient été influencés par l'affaire Zapata au moment de voter. Juan Ramón Quintana, ministre de la Présidence, affirme en décembre 2016 que la campagne du référendum a fait l'objet d'une « conspiration » et d'un coup d’État « politico-médiatique », invoquant notamment « la relation entre l’auteur de la dénonciation sur le supposé fils d’Evo et l’ambassade nord-américaine ». Il déclare ainsi envisager « la possibilité de remettre en question les résultats », et Evo Morales lui-même indique qu'il entend se représenter, malgré sa promesse du début de sa présidence d'exercer le pouvoir « temporairement »,.
Saisi par le parti, le Tribunal constitutionnel bolivien décide, le 28 novembre 2017, de supprimer la limitation de mandats présidentiels. Dans sa décision, non susceptible d'appel, le tribunal cite la Convention américaine relative aux droits de l'homme et estime que le droit à briguer librement une fonction constitue un « droit de l'Homme » et est supérieur aux dispositions prévues dans la Constitution,. Le tribunal reviendra sur sa décision en 2023 et interdira le nombre de mandats illimité. Pour pouvoir se présenter à un troisième mandat, Evo Morales avait déjà précédemment obtenu de la justice que son premier mandat, ayant débuté avant l'adoption de la Constitution en 2009, n'entre pas en ligne de compte. Selon l'avocat constitutionnaliste Bernardo Wayar, il s'agit d'une « rupture de l'ordre constitutionnel, cela veut dire que n'importe quel criminel pourrait se présenter ».
Dans la foulée de cette décision de justice, Evo Morales annonce sa candidature à un quatrième mandat, invoquant une nécessaire « stabilité ».
Le 10 avril 2019, le Sénat des États-Unis adopte une résolution demandant à Evo Morales de ne pas se présenter à l’élection présidentielle. Douze parlementaires boliviens d'opposition demandent à Donald Trump d’intervenir en ce sens et que « l’OEA fasse de même afin d’éviter la consolidation de la dictature totalitaire d’Evo Morales ». Pendant la campagne, le secrétaire général de l'OEA, Luis Almagro, avait soutenu la possibilité pour Morales de présenter sa candidature à un quatrième mandat.

### Réélection controversée de 2019

#### Premières contestations
Au soir des élections générales, le 21 octobre 2019, les résultats préliminaires donnent Evo Morales en ballotage, moins de dix points le séparant de son plus proche adversaire, l’ancien président Carlos Mesa. Mais la durée de la suspension du dépouillement dans l'attente du décompte des bulletins des zones rurales et des Boliviens de l’étranger, qui sont traditionnellement favorables au président socialiste, suscite des interrogations : des observateurs et l'opposition dénoncent une initiative du pouvoir sortant visant à gagner du temps afin de pouvoir truquer les résultats,. Une crise politique s’ensuit, avec l’éclatement de protestations et émeutes.

#### Crise politique post-électorale
Evo Morales revendique la victoire le 24 octobre, et dénonce la grève générale lancée par l’opposition et les comités de la société civile comme étant une tentative de « coup d'État ». Une partie radicale de l'opposition lui lance alors un ultimatum, et Luis Fernando Camacho appelle l'armée à « se ranger aux côtés du peuple »,. Le président sortant est finalement proclamé vainqueur dès le premier tour avec 47,1 % des voix, contre 36,5 % pour Carlos Mesa.
Alors que les manifestations se prolongent, faisant trois morts et quelque 200 blessés, et que Morales table sur un second tour, comme proposé au départ par l'Organisation des États américains (OEA), les autorités boliviennes acceptent l’ouverture d’un audit réalisé par l’OEA et proposent à la Communauté civique de Carlos Mesa de s'y associer. Mais cette dernière dénonce un accord conclu sans représentants de la société civile ni partis politiques, et réclame la tenue d'un nouveau scrutin,. Les 8 et 9 novembre, plusieurs unités policières se mutinent, et le président appelle au dialogue avec les partis représentés au Parlement, mais pas avec les comités de la société civile ayant lancé la contestation. L’offre est refusée par Carlos Mesa et les formations politiques. Dans la foulée des événements, le 9 novembre, il est rapporté que les maisons de la sœur d'Evo Morales et des gouverneurs du Mouvement vers le socialisme des départements de Chuquisaca et d'Oruro ont été incendiées,.
Le 10 novembre, l’OEA fait état d'irrégularités et réclame un nouveau scrutin, indiquant : « En tenant compte des projections statistiques, il est possible que le candidat Morales soit arrivé premier et le candidat Carlos Mesa second. Néanmoins, il est statistiquement improbable que Morales ait obtenu les 10 points de différence pour empêcher un second tour,. » Au contraire, un papier du Center for Economic and Policy Research (CEPR) indique que « l’analyse statistique des résultats des élections et des feuilles de dépouillement des élections du 20 octobre en Bolivie ne montre pas que des irrégularités ou des fraudes ont affecté le résultat officiel procurant au président Evo Morales une victoire au premier tour ».

#### Démission
À la suite des conclusions de l'OEA, qui mettent en lumière l'ampleur des irrégularités qui vont au-delà de la simple convocation d'un second tour, Evo Morales annonce le renouvellement de l'ensemble des membres du Tribunal électoral suprême et la tenue d'une nouvelle élection présidentielle,. La situation continue de se dégrader en cours de journée : des manifestants prennent possession des médias publics et retiennent en otage des membres des familles de personnalités politiques proches du président, ce qui entraîne la démission de plusieurs ministres et députés. Le commandant en chef des armées, entouré d'officiers, appelle Evo Morales à démissionner, comme l'y autorise une loi organique. Celui-ci, ayant également perdu le soutien d'une partie du mouvement indigène, démissionne dans la soirée depuis son fief de Chimoré, à Cochabamba, où il s'était retranché.
En plus du président, le vice-président Álvaro García Linera, président de l'Assemblée législative plurinationale, qui fait office de successeur constitutionnel, démissionne lui aussi en dénonçant un « coup d'État »,. Dans la foulée, après les démissions de la présidente de la Chambre des sénateurs, du président de la Chambre des députés et du premier vice-président de la Chambre des sénateurs, Jeanine Áñez, seconde vice-présidente de cette dernière chambre, se déclare chargée de l'intérim présidentiel,,. Evo Morales déclare alors : « Le coup d’État le plus astucieux et le plus odieux de l’histoire a eu lieu. Une sénatrice issue d’un coup d’État de droite se proclame présidente du Sénat, puis présidente par intérim de la Bolivie sans quorum législatif, entourée d’un groupe de complices et dirigée par l’armée et la police, qui répriment le peuple ».
Dans son rapport final rendu le 5 décembre 2019, l'OEA estime qu'il y a eu une « manipulation délibérée » des résultats, et que l'écart réel entre Morales et Mesa est en réalité « minime », impliquant une « série d'opérations délibérées destinées à altérer la volonté exprimée dans les urnes ».
Selon The New York Times du 7 juin 2020, une étude de trois chercheurs indépendants montre que l'enquête diligentée par l'OEA présente des problèmes méthodologiques,.
En juillet 2023, Andrés Flores, président du Mouvement vers le socialisme, affirme qu'en 2019 Evo Morales avait demandé à plusieurs organisations sociales et syndicales de réclamer sa démission « avant que l'armée et la police ne le fassent ». L'opposition de droite réagit alors en clamant que ces déclarations constitue une preuve qu'il n'y a pas eu de coup d'État contre Evo Morales.

### Actions et bilan de sa présidence

#### Économie
Au sujet de la gestion des ressources naturelles, Evo Morales ne compte pas chasser les multinationales du pétrole de Bolivie mais renforcer le rôle de l’État, notamment dans les industries gazière et pétrolière, et accroître la proportion revenant à la Bolivie des richesses produites par l'exploitation de ces ressources. En mai 2006, il annonce des contrats d'exploitation des ressources pétrolières plus contraignants pour les compagnies étrangères et étend les prérogatives de la compagnie publique nationale. Une vingtaine d’entreprises reviennent dans l’administration publique après avoir été privatisées par les gouvernements précédents.
En février 2009, il conclut un accord avec l'industriel français Vincent Bolloré, à qui il accorde l'accès au lithium du salar d'Uyuni — qui abrite la majorité des réserves mondiales de ce produit — pour sa production de batteries de voitures électriques. Mais Morales renonce finalement au projet en raison de l’opposition des autochtones.
La Bolivie atteint en 2013 son record historique de croissance économique avec un taux de 6,5 %. Entre 2005 et 2013, le PIB par habitant est multiplié par deux. Par ailleurs, l'indice de Gini sur les inégalités se contracte pour tomber de 58,5 en 2005 à 41,6 en 2019. De plus, l'extrême pauvreté a nettement baissé, passant de 38 % à 15 %,.

#### Agriculture
Certaines régions de la Bolivie sont en grande partie sous le pouvoir des ganaderos, les grands propriétaires d'élevages bovins et porcins, et nombre de petits paysans sont encore réduits à la condition de péons. Néanmoins, la présence de l'État s'est nettement renforcée sous la présidence d'Evo Morales. Celui-ci tend à ménager les intérêts des grands propriétaires tout en s’efforçant d’améliorer les conditions de vie et de travail des petits paysans.
La réforme agraire promise par Evo Morales — et approuvée à travers un référendum par près de 80 % de la population — n’a jamais été réellement mise en œuvre. Destinée à abolir le latifundisme en réduisant la taille maximale des propriétés n’ayant pas de « fonction économique et sociale » à 5 000 hectares, le reste devant alors être réparti entre petits travailleurs agricoles et indigènes sans terre, elle rencontra une ferme opposition de la part de l'oligarchie bolivienne. Le gouvernement a cédé en 2009 devant le secteur agro-industriel, qui s'est engagé en échange à mettre fin aux pressions qu'il exerçait et compromettaient jusqu’à la mise en place de la nouvelle Constitution.
Une série de réformes et de projets économiques a toutefois permis d'améliorer la condition des familles paysannes modestes. Celles-ci ont reçu des machines agricoles, des tracteurs, des engrais, des semences et des animaux reproducteurs, tandis que l’État a construit des systèmes d'irrigation, ainsi que des routes et des ponts leur permettant d’écouler plus facilement leur production sur les marchés. La situation de nombreux indigènes et petits paysans a été régularisée à travers l'attribution des titres fonciers pour les terres qu’ils exploitaient.
En 2007, le gouvernement crée une « Banque du développement productif » grâce à laquelle les petits travailleurs et les producteurs agricoles peuvent emprunter facilement, à des taux bas et avec des modalités de remboursement adaptées aux cycles agricoles. En raison d'un meilleur encadrement des activités bancaires, les taux d'emprunt ont été divisés par trois entre 2014 et 2019 dans l'ensemble des établissements bancaires pour les petits et moyens producteurs agricoles. En outre, la loi impose désormais aux banques de consacrer au moins 60 % de leurs ressources à des crédits productifs ou destinés à la construction de logements sociaux.
Avec la création de l'Entreprise d'aide à la production d'aliments (Emapa), le gouvernement a voulu stabiliser le marché intérieur des produits agricoles en achetant au meilleur prix la production des petits et moyens agriculteurs, forçant ainsi les agro-industriels à leur offrir des rémunérations plus équitables. Selon le vice-président Àlvaro García Linera, « en fixant les règles du jeu, l'État établit un nouveau rapport de forces qui donne plus de pouvoir aux petits producteurs. La richesse est mieux redistribuée afin d’équilibrer la puissance du secteur agro-industriel. Cela génère de la stabilité, ce qui permet une économie prospère et profite à tout le monde ».

#### Droit du travail et retraites
À partir de février 2008, la réforme des retraites institutionnalisée par son gouvernement permet à tous les retraités boliviens (dont seul un sur cinq disposait d'une retraite auparavant) de percevoir un revenu correspondant à 40 % du salaire minimum. Une nouvelle réforme est engagée en 2010 pour abaisser l'âge d'accès à la retraite à 58 ans.
Le salaire minimum est régulièrement rehaussé pour atteindre une hausse cumulée de près de 300 % entre 2007 et 2016. En décembre 2016, la Bolivie détient le taux de chômage le plus faible d'Amérique du Sud (4,1 %), soit deux fois moins qu'en 2006.

#### Santé et éducation
De 2007 à 2014, selon l'Organisation mondiale de la santé (OMS), le budget alloué à la santé a progressé de 173 %, ce qui ferait de la Bolivie l'un des pays d’Amérique du Sud les plus déterminés à donner priorité à la santé. L’Organisation panaméricaine de la santé indique en 2015 que les campagnes de vaccination ont permis d'éliminer ou de réduire significativement la poliomyélite, la rubéole et la rougeole. En 2017, l'OMS déclare que la mortalité infantile a reculé de 50 % et la sous-nutrition chez les enfants de 14 % en une décennie. En 2019, la Bolivie instaure le Système unique de santé (Sistema Único de Salud), qui offre à tous les Boliviens la gratuité des soins médicaux.
En 2006, Evo Morales a voulu s'inspirer de la campagne d’alphabétisation de la révolution cubaine en 1960 et a envoyé dans les campagnes des milliers d’enseignants. Près d’un million de personnes ont ainsi appris à lire et à écrire. À la fin de l'année 2008, Evo Morales annonce que la Bolivie s'est libérée de l’analphabétisme selon les standards posés par l'Unesco, le taux d’analphabétisme étant passé sous les 4 % (contre 13 % en 2005) selon les statistiques gouvernementales. La Bolivie serait ainsi devenue le troisième pays de la région « libre d’analphabétisme » après Cuba en 1961 et le Venezuela en 2005,. En 2019, l’analphabétisme ne touche plus que 2,7 % de la population. La Bolivie investit 7,7 % de son PIB dans l’éducation, un record en Amérique latine, et nombre d’écoles et le taux d’enfants scolarisés ont nettement augmenté. Néanmoins, la qualité de l’éducation publique reste critiquée.

#### Droits des femmes
La proportion de femmes dirigeantes syndicales, ministres ou députées augmente sensiblement au cours de sa présidence. En 2017, la Bolivie est le deuxième pays au monde avec la plus importante proportion de femmes au sein de son Parlement (52 % à l'Assemblée nationale, 47 % au Sénat). Des changements ont par ailleurs été apportés à la Constitution bolivienne et aux lois électorales afin que les femmes puissent jouir d'un nombre suffisant de candidatures lors des élections.

#### Droits des personnes LGBT
La Constitution bolivienne adoptée en 2009 est l’une des premières au monde à interdire expressément la discrimination sur la base de l’orientation sexuelle ou de l’identité de genre. Le mariage homosexuel reste toutefois illégal. En 2010, le Parlement adopte la loi contre le racisme et toutes les formes de discriminations, qui prohibe notamment les discriminations des personnes homosexuelles par des entreprises ou des individus et rend possible d’éventuelles condamnations. En 2016, une loi permet aux transgenres de pouvoir changer l'indication de leur nom et de leur sexe sur leurs papiers d'identité, après consultation d'un médecin, sans avoir recours préalablement à une opération de changement de sexe. Depuis 2017, le mariage leur est également possible.

#### Sécurité
Selon le ministre bolivien Carlos Romero, le gouvernement d'Evo Morales est confronté à un taux de criminalité supérieur à certains pays voisins, le taux d'homicides, de 10,8 pour 100 000 habitants, dépassant ceux de l'Argentine, du Pérou, du Chili et de l'Équateur, mais restant inférieur à la moyenne latino-américaine[réf. souhaitée]. Divers facteurs en seraient les causes, les principaux étant la consommation excessive de boissons alcooliques, l'usage d'armes à feu et la consommation de drogues. En 2016, le taux d’homicides recule à 8,5 pour 100 000 habitants.

#### Affaires étrangères
En juillet 2007, l’Agence des États-Unis pour le développement international (Usaid) est accusée d’acheminer des financements aux groupes d’opposition. Les autorités avaient intercepté des documents évoquant la nécessité de financer des programmes pour « rétablir un gouvernement démocratique ». Selon des informations dévoilées par WikiLeaks, les États-Unis auraient versé 4 millions de dollars en 2007 à des organisations séparatistes de Santa Cruz afin de déstabiliser le gouvernement bolivien.
En 2008, l'ambassadeur américain Philip Goldberg et la DEA sont expulsés, accusés d'espionnage et d'opérations de déstabilisation. La Bolivie était alors confrontée à une opposition sécessionniste de la part de certaines provinces, notamment de Santa Cruz. À la suite de cela, les États-Unis ont retiré à la Bolivie le bénéfice de l'Andean Trade Promotion and Drug Eradication Act et l'ont classée comme l'un des « mauvais élèves » de sa « guerre contre la drogue ».
La Bolivie adhère en 2006 à l'Alliance bolivarienne pour les Amériques, fondée à l'initiative de Cuba et du Venezuela, et devient membre permanent du Mercosur en 2015.
Les problématiques relatives à l’environnement constituent l'axe majeur de la politique extérieure d'Evo Morales. Depuis l’échec de la Conférence de Copenhague de 2009, la Bolivie tente de lancer un front écologique alternatif pour redéfinir les engagements internationaux dans la lutte contre le changement climatique, qui se matérialise en 2010 avec l'organisation de la Conférence mondiale des peuples contre le changement climatique,.
À partir du 17 avril 2018, Evo Morales assure pour la Bolivie la présidence pro tempore de l’Union des nations sud-américaines (UNASUR). Cependant, le 20 avril, l’Argentine, le Brésil, le Chili, la Colombie, le Paraguay et le Pérou annoncent leur retrait de l’organisation pour une durée indéterminée, sur fond de pression du gouvernement fédéral des États-Unis et de désaccord du Venezuela et de la Bolivie sur la candidature argentine de José Octavio Bordón (es) au poste de secrétaire général de l’UNASUR.
En janvier 2019, il assiste à l'investiture du président brésilien d'extrême droite Jair Bolsonaro. Le même mois, il accepte d'extrader Cesare Battisti vers l'Italie, provoquant des critiques au sein de son camp et recevant le soutien de l'opposition.

## Après la présidence

### Départ en exil

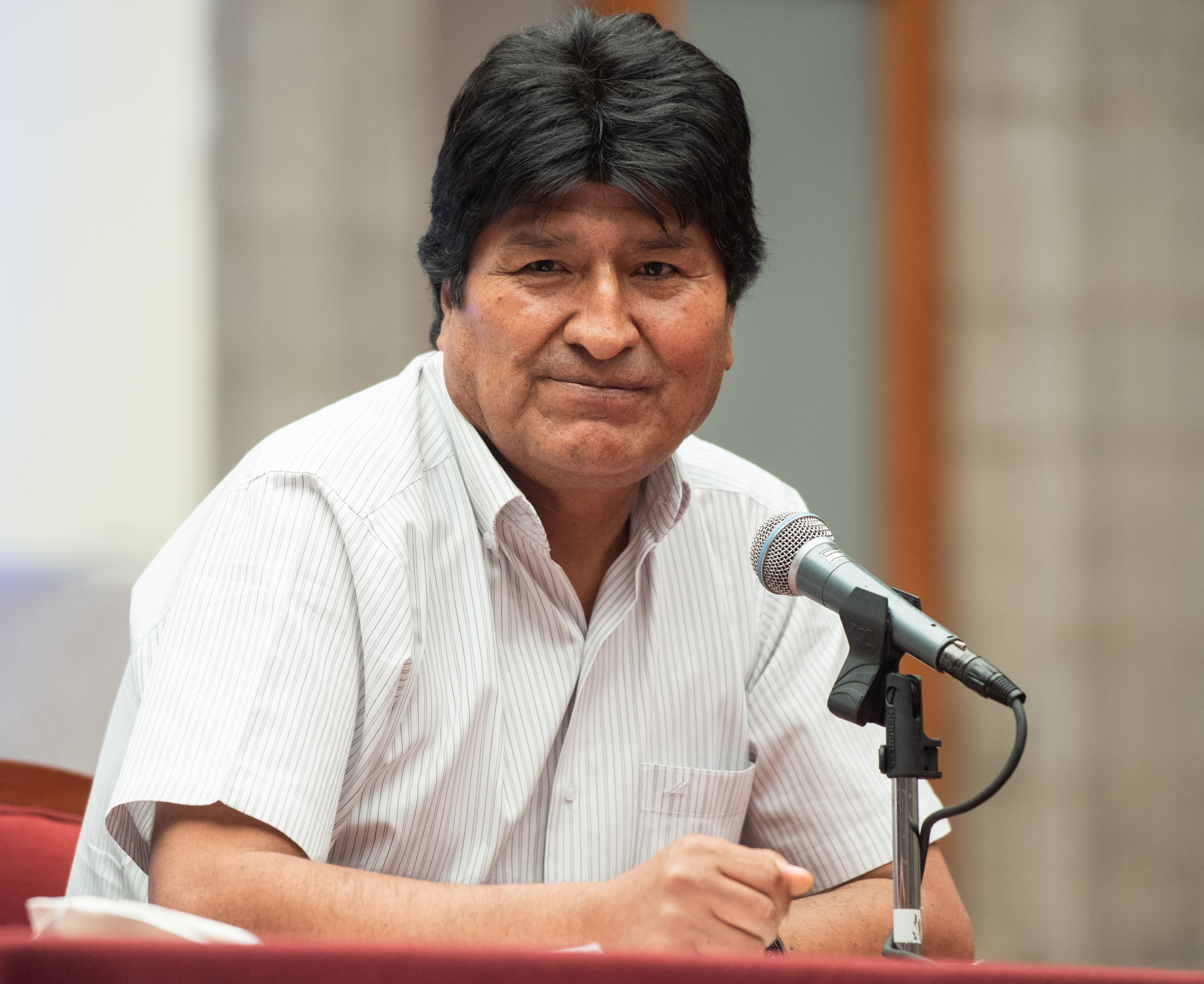
Evo Morales au Mexique (13 novembre 2019).

Un mandat d'arrêt est émis contre lui le 11 novembre 2019. Le même jour, il part avec sa famille et son vice-président en exil au Mexique, présidé par son allié Andrés Manuel López Obrador, après l'avoir sollicité en ce sens,. L'avion mexicain rencontre des difficultés à obtenir l'autorisation des autorités péruviennes et équatoriennes pour survoler leur territoire, mais il peut finalement faire escale dans ces pays. Le 13 novembre, lors d'une conférence de presse à Mexico, il appelle au dialogue et promet de revenir « tôt ou tard » pour pacifier le pays.
Jeanine Áñez déclare qu'en cas de retour dans le pays, il risquerait des poursuites pour fraudes électorales et pour corruption et qu'il n’est pas éligible à un quatrième mandat. Le 23 novembre, le Sénat et la Chambre des députés approuvent l’annulation des élections générales d’octobre et l'interdiction pour un chef de l’État ayant déjà effectué un deuxième mandat d’en faire un troisième,, ainsi qu'une loi d'amnistie pour Morales — contre qui le gouvernement provisoire a porté plainte la veille pour « sédition » et « terrorisme » —, que la présidente par intérim rejette cependant.
Le 8 décembre, Evo Morales est nommé directeur de campagne de son parti pour les élections générales boliviennes de 2020.
Après une brève étape cubaine, Evo Morales se réfugie le 13 décembre en Argentine, présidée depuis quelques jours par Alberto Fernández. Un mandat d'arrêt international est émis contre Morales le 15 décembre. Lors de son exil argentin, il affirme être encore le président du pays jusqu'au 22 janvier 2020. Il propose de créer des milices sur le modèle de la Garde nationale vénézuélienne dans le cas où il rentrerait d'exil. Il adoube ensuite l'ancien ministre de l'Économie Luis Arce comme candidat présidentiel du MAS. L'Aymara David Choquehuanca a d'abord été annoncé comme précandidat, alors que le jeune syndicaliste Andrónico Rodríguez avait les faveurs de Morales.
Le 21 janvier 2020, le Parlement accepte sa démission.
Le 3 février, Morales annonce sa candidature pour un siège de sénateur. Le 10 février, le Tribunal suprême électoral donne deux jours à Morales pour compléter son dossier de candidature, sous peine d'être empêché de participer au scrutin. Le MAS peut aussi le remplacer. Le 20 février, sa candidature pour le Sénat est invalidée au motif qu’il ne réside pas en Bolivie.

### Élections générales de 2020 et retour du MAS au pouvoir
En juillet-août 2020, les partisans de l'ancien président organisent de nouvelles manifestations et des blocages de routes, alors que, dans le contexte de la pandémie de Covid-19, le gouvernement tente de reporter le scrutin pour la troisième fois, ce qui est dénoncé par le MAS comme une réaction à la possibilité pour Arce de le remporter. Le 14 août, le Tribunal suprême électoral adopte une résolution empêchant tout nouveau report.
En août 2020, il est accusé par le gouvernement de transition de Bolivie d'avoir eu des liaisons avec deux mineures, dont l’une aurait eu un enfant avec lui à l’âge de 15 ans,. Au début du mois, le gouvernement accuse également l'ancien président d'être derrière les blocus des routes, qui ont provoqué des dizaines de morts dans les hôpitaux du fait de pénuries d'oxygène. En septembre 2020, Human Rights Watch accuse le gouvernement intérimaire de persécutions politiques par manipulation de la justice à l'égard de l'ancien président.
Le 18 octobre 2020, Luis Arce est élu président. Son investiture a lieu le 8 novembre suivant.

### Retour en Bolivie et reprise en main du MAS

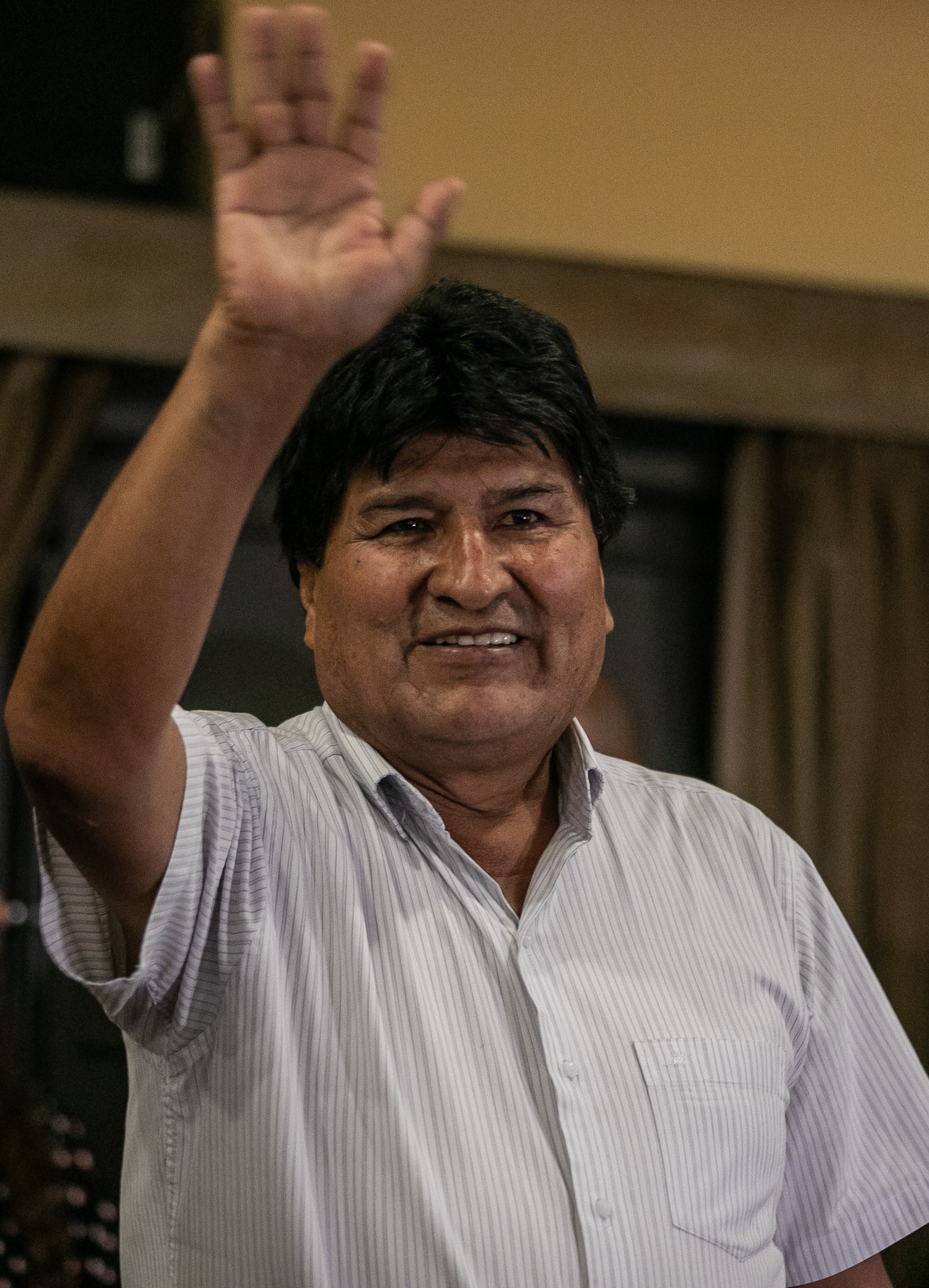
Evo Morales en 2022.

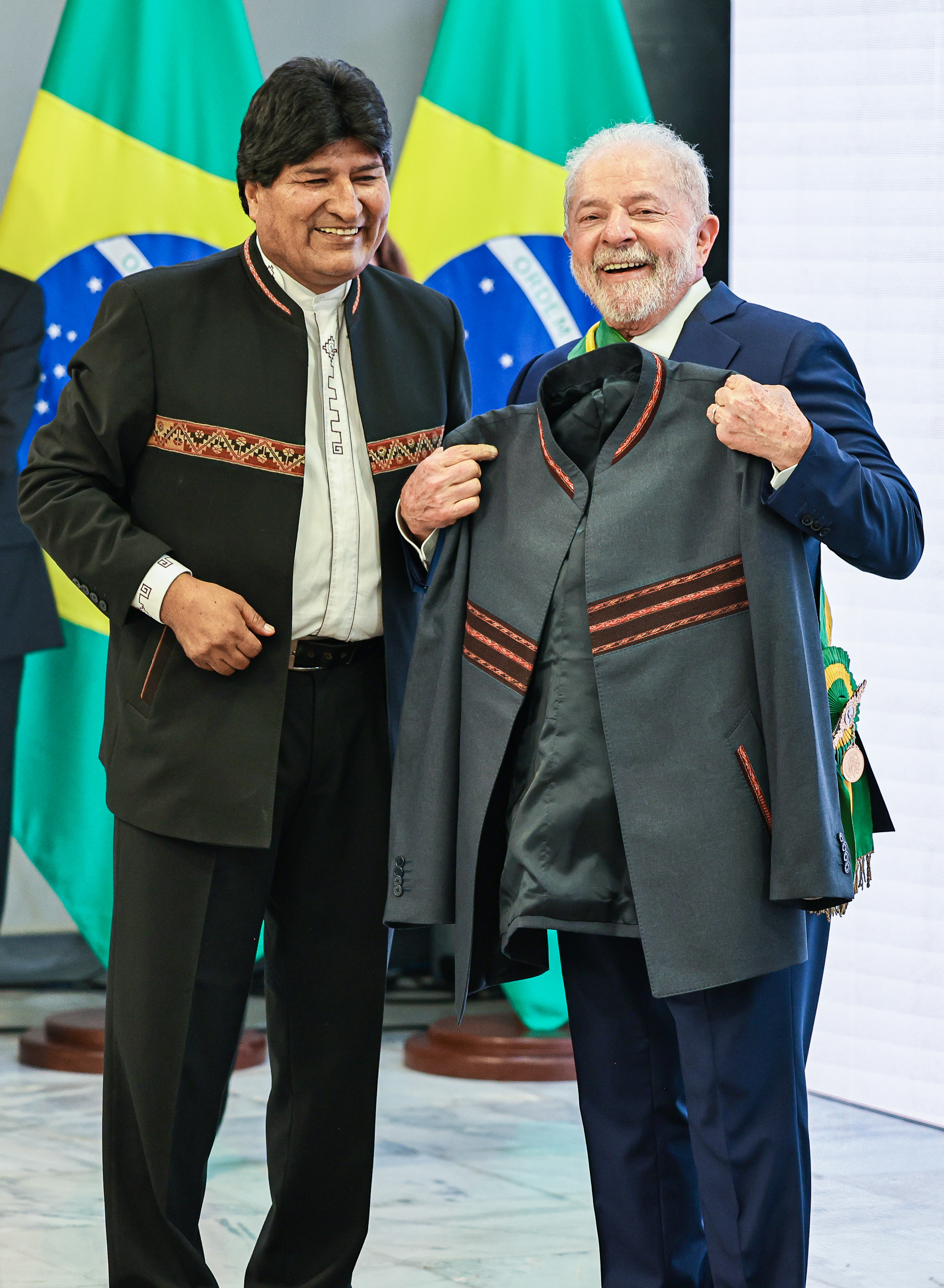
Evo Morales avec le président brésilien nouvellement réélu, Lula da Silva (2023).

Le 26 octobre 2020, la justice annonce lever le mandat d'arrêt émis contre Morales pour « sédition et terrorisme ».
Le 9 novembre, au lendemain de l'investiture de Luis Arce et un an après son départ du pouvoir, Evo Morales rentre en Bolivie. Après avoir marché plus de 1 200 km à pied de Villazón, ville du sud du pays située à la frontière avec l'Argentine, et visité sa maison familiale située dans sa ville natale à Isallave, il arrive dans son fief de Chimoré à Cochabamba le 12 novembre.
Ce retour se déroule en l'absence de son dauphin. Selon l'analyste Carlos Cordero, « Evo Morales est un leader historique mais le pouvoir est aujourd'hui dans les mains de Luis Arce ».
Evo Morales est reconduit le 17 novembre 2020 à la tête du MAS, dont il reprend la présidence « active ». Le 15 décembre, à l'occasion d'un bureau politique de son parti organisé en vue d'arrêter les listes de candidats pour les élections locales de 2021, il fait l'objet de jets de chaises.
Le 7 mars 2021, quatre mois après l’investiture de Luis Arce à la tête du pays, les élections municipales et régionales marquent un net recul du MAS, qui perd les principales municipalités boliviennes, dont Cochabamba, le fief d'Evo Morales.

### Rupture avec Luis Arce et candidature avortée à l'élection présidentielle de 2025
Les relations entre Evo Morales et le président Arce se dégradent progressivement. En octobre 2023, Luis Arce est exclu du MAS, qui désigne Evo Morales pour être son candidat à l'élection présidentielle de 2025. Le président Arce conserve cependant l'appui de beaucoup de militants et d’organisations sociales,.
En décembre 2023, le Tribunal constitutionnel bolivien revient en décembre 2023 sur sa jurisprudence de 2017, estimant que « la restriction de la possibilité de réélection indéfinie est une mesure appropriée pour garantir qu'une personne ne se perpétue pas au pouvoir »,,. Ce revirement de situation, qui invalide toute nouvelle candidature d'Evo Morales, est notamment attribuable au nouvel avis consultatif de la Cour interaméricaine des droits de l'homme rendu en 2021 qui admet que la réélection présidentielle indéfinie ne constitue pas un droit de l'homme autonome et qu'elle n'est pas reconnue comme telle ni dans la Convention ni la Déclaration (es) américaines des droits de l'homme. Pour Evo Morales, il s'agit d'une décision politique, prise par des magistrats et « que le gouvernement exécute sur ordre de l'empire [les États-Unis] et avec la conspiration de la droite bolivienne ». La décision du Tribunal constitutionnel n'est pas susceptible d'appel.
Le 8 novembre 2024, saisi d'une demande de clarification par un parlementaire, le Tribunal constitutionnel plurinational a confirmé sa décision de décembre 2023. L'avocat d'Evo Morales qualifie cette décision de motivée par des raisons politiques.
En février 2025, Evo Morales annonce avoir conclu un accord avec un petit parti de gauche, le Front pour la victoire, pour se présenter à la présidentielle et présenter des candidats aux élections générales. Le 31 mars 2025, il annonce la création d'un nouveau parti, Evo Pueblo. Pour pouvoir participer aux élections, celui-ci doit obtenir au moins 110 000 adhérents d'ici le 18 avril. Le partenariat avec le FPV permettrait de contourner cette difficulté. Le nom du parti a été critiqué par des opposants à Evo Morales. Sous sa présidence, son nom a été donné à des écoles et à des centres sportifs.
Le 20 mai, le Tribunal électoral suprême refuse d'enregistrer sa candidature, le Parti d'action nationale bolivienne, avec lequel il a tenté de se présenter, ayant perdu son enregistrement, de même que le FPV, alors qu'Evo Pueblo n'a tout simplement pas été enregistré.

### Accusation de traite d’être humain et mandat d’arrêt
En octobre 2024, la justice bolivienne réouvre une enquête sur des accusations de viol sur mineur. Le 16 décembre 2024, le parquet annonce avoir émis un mandat d'arrêt contre lui pour « traite d’être humain à l’égard d’une mineure ». L’ancien président est accusé d’avoir eu une relation avec une adolescente de 15 ans avec laquelle il aurait eu une fille en 2016. Evo Morales encourt, selon la procureure, dix à quinze ans d’emprisonnement.
Le 17 janvier 2025, la justice bolivienne émet un nouveau mandat d'arrêt contre Evo Morales, dans l’affaire concernant la « traite » d’une mineure.

## Activité de footballeur
Grand passionné de football, Evo Morales signe, à l'âge de 54 ans, un contrat professionnel d'une année en mai 2014 pour jouer en première division bolivienne avec le club de Sport Boys Warnes.

## Discours
- (es) La revolución democrática y cultural : diez discursos (dix discours d'Evo Morales), Editorial Malatesta, Lima, 2006, 180 p.
- (fr) Pour en finir avec l'État colonial : discours d'investiture présidentielle (préface de Danielle Mitterrand, traduit de l'espagnol par l'association Le Jouet enragé), Le Jouet enragé, L'Esprit frappeur, Paris, 2006, 87 p.  (ISBN 2-84405-227-4)

## Titres honorifiques
- Docteur honoris causa de l'université de Pau et des pays de l'Adour, 7 novembre 2015[149].
- Docteur honoris causa de l'université nationale de La Plata
- Docteur honoris causa de l'université de La Havane
- Docteur honoris causa de l'université de Rome « La Sapienza »
- Docteur honoris causa de l'université russe de l'Amitié des Peuples